# Denis Jenkinson
 (avril 2011).
Si vous disposez d'ouvrages ou d'articles de référence ou si vous connaissez des sites web de qualité traitant du thème abordé ici, merci de compléter l'article en donnant les références utiles à sa vérifiabilité et en les liant à la section « Notes et références ».
Pour les articles homonymes, voir Jenkinson.
Denis Sargent Jenkinson, dit Denis Jenkinson, aussi connu sous le diminutif de « Jenks » ou l'abréviation « DSJ », né le 11 décembre 1920 et mort le 29 novembre 1996, est un journaliste sportif britannique. Connu pour ses articles parus dans le journal Motor Sport, il couvrait l'ensemble des courses de Formule 1 sur le continent européen et a écrit plusieurs ouvrages sur le monde du sport automobile.

## Biographie
Au milieu des années 1930, en 1936, Jenkinson commence à s'intéresser aux sports mécaniques, il racontera plus tard : « En 1936, j'ai vu pour la première fois une voiture de course « dans la chair » ou, devrais-je dire, « dans le métal » ; c'était une ERA à l'exposition de l'école des garçons. Plus tard dans l'année, alors que j'étais à Brighton, j'ai découvert que les Lewes Speed Trials (en) se tenaient tout près, je suis donc allé sur les lieux. C'est là que j'ai vu pour la première fois des voitures de course en action, quel frisson ! ».
Jenkinson étudie la mécanique à l'université de Westminster jusqu'à la Seconde Guerre mondiale. Par objection de conscience, il ne s'engage pas dans l'armée mais sert en tant que civil pour le Royal Aircraft Establishment (RAE), à l'aéroport de Farnborough. C'est là qu'il entre en contact avec Bill Boddy (en), éditeur du magazine Motor Sport ainsi que d'autres personnes passionnées par l'automobile. En 1943, Motor Sport raconte que « D.S. Jenkinson a construit lui-même une très jolie bicyclette motorisée avec des pièces Norton, avec une  fourche biseautée, la majorité du travail s'étant faite à la lueur d'une lampe de poche dans une petite cabane ».
Après la guerre, Jenkinson commence à concourir en compétition sur deux et quatre roues, mais il manque de fonds pour s'engager de manière régulière. Il constate qu'en s'engageant comme passager dans les courses de side-car, il pourrait profiter du haut niveau de la compétition européenne, être rémunéré et avoir de la matière à écrire. En effet, associé à Eric Oliver, il devient champion du monde de side-car en 1949 avec deux victoires en trois courses. Jenkinson s'associera plus tard à Marcel Masuy.
Jenkinson abandonne les compétitions de premier ordre pour devenir correspondant sur le vieux continent du magazine Motor Sport. Il passe ses étés sur les circuits d'Europe et ses hivers dans une succession de logements divers en Angleterre. Denis Jenkinson finit par s'installer près de Crondall dans le Hampshire, dans une minuscule maison délabrée sans électricité ni eau, où se trouvent une grande partie de ses archives et des pièces de voitures qu'il récupérait. Il devient légendaire dans le milieu sportif pour son manque de rigueur dans les tâches de base de la vie domestique. Pour Jenkinson, rien d'autre n'importe que la course. Il est reconnu comme l'« éminence » des journalistes de course britannique pour sa proximité avec les équipes et les pilotes, son style d'écriture et sa passion évidente et durable pour le sport.
Denis Sargent Jenkinson aime tellement piloter et conduire des Porsche qu'il invente le terme « wischening » (prononcé avec un fort accent allemand) sur la manière dont on peut conduire en dérive (survirage) avec succès une Porsche 356. Il choisira ensuite une Jaguar Type E pour son travail, bien qu'il ait chez lui plusieurs véhicules assez vétustes, dont une vieille Mercedes-Benz saloon, une Citroën 2 CV, ainsi que d'autres voitures.
Son plus célèbre fait en compétition est d'avoir été le copilote de Stirling Moss aux Mille Miglia 1955. Son article With Moss In The Mille Miglia est généralement reconnu comme un grand classique du journalisme automobile. Son livre The Racing Driver, fondé sur son expérience de copilote est devenu un véritable classique sur le sport automobile. Son usage d'un cahier à spirales comme « roadbook », fait date dans le copilotage puisque la méthode est encore employée de nos jours en rallye.
L'un des plus fameux exploits de Jenkinson est d'avoir testé de manière complètement illégale une Lotus de Formule 2 sur route ouverte près de sa maison du Hampshire, sans silencieux, le jour de Noël 1958 ; la logique étant que les routes seraient peu fréquentées et la police peu active à cette occasion.
En plus de son travail de journaliste, Jenkinson a écrit plusieurs livres sur Porsche, Frazer Nash, la Jaguar Type E, la Formule 1 sous la règlementation à 2,5 litres, Juan Manuel Fangio, la Collection Schlumpf et une Maserati particulière. Une compilation de certains de ses meilleures œuvres et articles biographiques a été publiée peu de temps après sa mort : Jenks: A Passion For Motor Sport.
Pendant de nombreuses années dans les années 1950 il rédige l'examen annuel Racing Car Review pour Motor Sport qui compare les voitures de course, mais, pour ne pas compromettre son intégrité journalistique, Jenkinson en cesse la publication quand il s'aperçoit (au vu d'écarts entre les numéros de châssis) que les voitures citées par les concurrents ne sont pas toujours celles alignées en course.
Jenkinson développe également une classification des efforts fournis par les pilotes en « dixièmes », dix dixièmes étant la note la plus élevée, attribuée à seulement quelques pilotes dans l'histoire.
Dans les années 1960, Jenkinson fait beaucoup pour promouvoir le dragster dans les pages de Motor Sport,. Le 14 septembre 1963, il fait rouler sa moto NorBSA, construite avec un moteur BSA Gold Star de 500 cm3 monté sur un cadre de Norton abaissé et modifié, aux Brighton Speed Trials (en). Il conduit une Allard Dragon dragster ainsi qu'une Triumph sprint de 648 cm3 au Festival du dragster 1965. Il restera passionné de moto et participera à des courses de côte et de sprints sur sa propre Triumph-BSA hybride jusqu'à ses soixante-dix ans.
Dans ses dernières années, il s'implique dans le musée de Brooklands (en) et participe à plusieurs opérations audacieuses, y compris l'exploration souterraine d'un abri anti-aérien scellé. Malgré son âge avancé, il travaille dur et ne demande aucun traitement de faveur. 
Jenkinson est victime d'une série d'AVC en 1996 et déménage dans une maison gérée par le fond de bienséance de l'industrie automobile BEN. Il décède le 29 novembre 1996.

## Publications
Cette liste partielle des livres écrits par Jenkinson n'inclut pas plusieurs monographies.
- (en) The Racing Driver: The Theory and Practice of Fast Driving, 1959
- (en) Grand Prix Cars, 1959
- (en) A Story of Formula 1 1954-1960, 1960
- (en) The Maserati 250F, 1975
- (en) The Batsford Guide to Racing Cars, 1978
- (en) Porsche 356: Coupé, Cabriolet, Roadster, Speedster & Carrera, 1980
- (en) Jaguar E Type: 3.8 & 4.2 6-cylinder, 5.3 V12, 1982
- (en) Porsche: Past and Present, 1983
- (en) From Chain Drive to Turbocharger: The A.F.N. Story, 1984
- (en) Maserati 3011: The story of a racing car, 1987
- (en) Directory of Historic Racing Cars - The Survivors-Genuine, Authentic & Facsimile, 1987
- (en) Motorcycle road racing: the 1950s in photographs, 1989
- (en) Grand Prix Winners: Motor Racing Heroes since 1950, 1995
- (en) Jenks: A Passion For Motorsport, 1997
- (en) A Passion for Porsches, 2001